# Ludwig Mühlhausen
Ludwig Konrad Mühlhausen (* 16. Dezember 1888 in Kassel; † 15. April 1956 in Ulm) war ein deutscher Keltologe und Hochschullehrer an der Universität Berlin und der Universität Hamburg, wo er der erste Dozent für Keltologie war (auf dem zweiten Lehrstuhl in Deutschland überhaupt neben Berlin).

## Leben und Wirken
Mühlhausen besuchte das Wilhelmsgymnasium in Kassel und studierte ab 1908 Germanistik, Vergleichende Sprachwissenschaft, das Baltische, Slawistik, Sanskrit und Keltologie an den Universitäten Zürich und Leipzig. Er wurde 1914 an der Universität Leipzig bei Ernst Windisch magna cum laude promoviert. Seine Dissertation beschäftigte sich mit den lateinischen, romanischen und germanischen Lehnwörtern im Cymrischen, besonders im „Codex Venedotianus“ der cymrischen Gesetze. 1915 bis 1918 war er Soldat im Ersten Weltkrieg. Nach dem Krieg war er wie schon kurz vor dem Krieg Volontär bei der Universitätsbibliothek Leipzig und war ab 1919 Assistent bei der Commerzbibliothek der Handelskammer Hamburg, an der er 1922 Bibliothekar wurde. Ab 1922 hatte er einen Lehrauftrag für Keltologie an der Universität Hamburg, wo er 1928 Honorarprofessor wurde. Als der Leiter der Commerzbibliothek, Eduard Rosenbaum, 1933 zur Emigration gezwungen wurde, wurde Mühlhausen 1934 Direktor. Mühlhausen war schon seit 1919 in rechten Parteien aktiv, zunächst bei der Deutschnationalen Volkspartei, deren Mitglied er 1919 bis 1927 war. Zum 1. Mai 1932 trat er der NSDAP (Mitgliedsnummer 1.153.327), 1933 der SA bei. Nachdem der Keltologe Julius Pokorny in Berlin 1935 aus rassistischen Gründen seinen Lehrstuhl verloren hatte (er floh 1943 in die Schweiz), wurde Mühlhausen 1937 sein Nachfolger. 1936 war er einer der Gründer der Deutschen Gesellschaft für keltische Studien. Er war ab Sommer 1942 der Leiter der Abteilung Keltische Volksforschung beim SS-Ahnenerbe und ab 1943 Mitglied der SS. Von Mai 1945 bis März 1948 war er kriegsgefangen bzw. interniert. Danach war er gesundheitlich schwer angeschlagen und konnte nur noch eingeschränkt wissenschaftlich arbeiten. Er erlitt einen Schlaganfall, der ihn halbseitig lähmte, und starb 1956 an einem Herzinfarkt. Seine Spezialbibliothek kaufte die Universitätsbibliothek Tübingen. Dort befindet sich auch sein wissenschaftlicher Nachlass (Signatur: Mn 4), vor allem Wörterbuchkarteien, Notizbücher und keltologische Aufzeichnungen.
Dias aus dem Nachlass Ludwig Mühlhausens zeigen Aufnahmen vom Irland der Jahre 1926 bis 1932, die auf seinen Forschungsreisen entstanden sind. Auf den vorwiegend im Raum Cork und Connemara gemachten Aufnahmen sind neben Landschaftsaufnahmen auch historische Monumente, Personen und Handwerk zu sehen.
Von Mühlhausen stammen eine Ausgabe des Mabinogion und Untersuchungen zum Parzival-Stoff der Artus-Sage. Nach Mühlhausen sind die walisischen Versionen (Peredur fab Efrawg) des Parzival nicht die Quelle der romanischen Versionen (Chrétien de Troyes, Li Contes del Graal), sondern diese beeinflussten umgekehrt die walisischen.
Im Mittelpunkt seines Interesses standen die modernen keltischen Sprachen (Kymrisch, Irisch und insbesondere das Bretonische mit Feldforschungen in der Bretagne), wobei man damit auch politische Ziele verfolgte.
Er hatte wenige Schüler. Hans Hartmann habilitierte sich bei ihm 1941. Er sah sich aber nicht als Schüler von Mühlhausen.
Im September 1918 heiratete er Elsa Abigt, mit der er zwei Töchter hatte. Sein Bruder Rudolf Mühlhausen (* 1878) war Theologe.

## Schriften
- Die lateinischen, romanischen, germanischen Lehnwörter des Cymrischen, besonders im „Codex Venedotianus“ der cymrischen Gesetze. Karras, Halle (Saale) 1914, OCLC 890984982 (Sonderdruck aus: Festschrift Ernst Windisch zum 70. Geburtstag am 4. September 1914 dargebracht von Freunden und Schülern. O. Harrassowitz, Leipzig 1914, OCLC 180643853, S. 249–348) (eingeschränkte Vorschau in der Google-Buchsuche).
- Die vier Zweige des Mabinogi (Pedeir ceinc y Mabigoni). Mit Lesarten und Glossar. Niemeyer, Halle 1925; 2. Auflage: Hrsg. von Stefan Zimmer, Niemeyer, Tübingen 1988 (mit Biographie im Anhang).
- Untersuchungen über das gegenseitige Verhältnis von Chrestiens Conte del Graal mit dem kymrischen Prosaroman von Peredur. In: Zeitschrift für romanische Philologie. Band 44, 1924, S. 465–543 (gallica.bnf.fr; Scan des unveränderten Nachdrucks: Akademische Druck- und Verlagsanstalt, Graz 1970).
- Diarmuid mit dem roten Bart – Irische Zaubermärchen. Röth, Eisenach/Kassel 1955, DNB 575567074; 2. Auflage. Röth, Kassel 1976, ISBN 3-87680-255-5.
- Die kornische Geschichte von den Drei guten Ratschlägen (= Schriftenreihe der „Deutschen Gesellschaft für keltische Studien“ e. V. Heft 2). Deutsche Gesellschaft für keltische Studien, Berlin 1938, DNB 580774716.
- Zehn irische Volkserzählungen aus Süd-Donegal. Mit Übersetzung und Anmerkungen (= Schriftenreihe der „Deutschen Gesellschaft für keltische Studien“ e. V. Heft 3). M. Niemeyer, Halle 1939, DNB 580774724.
- Ludwig Mühlhausen, Séamus Ó Caiside and Scéal Rí na Gréige. The tale of ‚Three golden children‘ (ATU 707) in 1937 Donegal. Hrsg. von Maxim Fomin. Suomalainen Tiedeakatemia, Academia Scientiarum Fennicamm, Helsinki 2020, ISBN 978-951-41-1142-6.